# 青蜂俠 (電視劇)
《青蜂俠》（英語：The Green Hornet）是一部1966至1967年美國廣播公司攝製的電視劇。由范·威廉斯飾演劇中主角「青蜂俠」布利特·雷德，李小龍則飾演他的助手加藤。全劇只播出了一季，共26集。當時此劇的收視率並不突出，卻讓李小龍在美國的人氣超越范·威廉斯。
值得一提的是，本劇與當年電視劇《蝙蝠俠》為同一共同世界，在本劇上映前，片商為宣傳本劇，曾先讓青蜂俠與加藤客串於《蝙蝠俠》電視劇中，而在本劇最終，蝙蝠俠與羅賓也客串加入。在2017年《樂高蝙蝠俠電影》中，羅賓穿上了「加藤」的服裝，以向本劇致敬。
本劇在台灣1970年由台灣電視公司以《青蜂俠》為名首播，1986年中國電視公司以《青蜂勇士》為名重播。在香港則由電視廣播有限公司播出。
李小龍逝世之後，也剪接成電影版作為紀念。